# NGC 7005
NGC 7005 est constitué de trois étoiles situé dans la constellation du Verseau. L'astronome prussien Heinrich Louis d'Arrest a enregistré la position de ce groupe le 23 aout 1855.
| Nom                     | α                | δ                 | type | P (mas)        | d (pc)      | v (km/s)      | mV             |
| ----------------------- | ---------------- | ----------------- | ---- | -------------- | ----------- | ------------- | -------------- |
| HD 358139               | 21h 01m 59.1645s | -12° 52′ 33.3799″ | G0   | 6,654 ± 0,0168 | 150,3 ± 0,4 | -67,66 ± 0,30 | 11,19 ± 0,10   |
| HD 358138               | 21h 01m 56.9341s | -12° 53′ 15.2874″ | G5   | 1,878 ± 0,0223 | 532,5 ± 6,3 | -28,55 ± 1,11 | 11,293 ± 0,015 |
| 2MASS J21015205-1252375 | 21h 01m 52.0577s | -12° 52′ 37.5204″ | ?    | ?              | ?           | -41,93 ± 0,26 | ?              |